# USS Woodcock (AM-14)
USS Woodcock (AM-14) – trałowiec typu Lapwing służący w United States Navy w czasie między wojnami światowymi i w okresie II wojny światowej.
Stępkę jednostki położono 19 października 1917 w Chester w stoczni Chester Shipbuilding Co.  Okręt zwodowano 12 maja 1918, matką chrzestną była pani Kniskern. Jednostka weszła do służby 19 lutego 1919 w Philadelphia Naval Shipyard.
W czasie II wojny światowej głównie służył w Strefie Kanału Panamskiego i Zatoce Meksykańskiej.